# Верхньомамонський район
Верхньомамонський район (рос. Верхнемамонский район) — адміністративна одиниця на півдні Воронезької області Росії.
Адміністративний центр — село Верхній Мамон.

## Географія
Площа району - 1350 км². Територія району знаходиться на півдні Середньоруської височини (в лісостеповій та степовій зонах) і являє собою піднесену рівнину, розташовану на висоті 200-220 м над рівнем моря. Основна річка - Дон.

## Історія
Верхньомамонський район був утворений 30 липня 1928 року у  Розсошанськый окрузі Центрально-Чорноземної області. З 13 червня 1934 року в складі Воронезької області. Розформований 7 грудня 1962 року. У сучасних межах район відновлений 9 грудня 1970 року.

## Економіка
Провідною галуззю економіки району є сільське господарство. Площа сільськогосподарських угідь становить 93 тис. га. Основними виробниками рослинницької і тваринницької продукції є сільськогосподарські організації: колгоспи і селянсько-фермерські господарства. У тваринництві пріоритетним напрямком є підвищення продуктивності тварин, ведеться робота по відтворенню стада.
Промисловість Верхньомамонського муніципального району представлена в основному підприємствами харчової промисловості. Існує ВАТ Завод Молочний «Верхньомамонський».

### Транспорт
Відстань від райцентру Верхній Мамон до обласного центру становить 220 км. Через Верхній Мамон проходить автомагістраль М-4 «Дон», яка наразі не проходить через село.